# توماس بلد
 توماس بلد  (بالإنجليزية: Thomas Blood) (1618 - 24 أغسطس 1680) كولونيل أيرلندي اشتهر بمحاولته سرقة «جواهر التاج الإنجليزي» من برج لندن في عام 1671، كما اتهم بالتورط في محاولة اختطاف والشروع في قتل جيمس بتلر دوق أرموند. انشق بلد عن صفوف الملكيين إلى صفوف البرلمانيين خلال حروب الممالك الثلاث، ورغم ذلك، وعلى الرغم من سمعته السيئة، أصبح من حاشية الملك تشارلز الثاني، إلى أن مات ميتة طبيعية في عام 1680.